# Blauscheiteltrogon
Der Blauscheiteltrogon (Trogon curucui) ist ein südamerikanischer Vogel.

## Merkmale
Der 25 cm lange Blauscheiteltrogon ist ein Vogel mit leuchtendem, dichtem und weichem Gefieder, kräftigem Schnabel und kleinen Füßen.
Das Männchen ist an der Unterseite rot gefärbt, an der Oberseite grün, mit bläulichem Schimmer an Haube, Nacken und Schwanz. Die orangefarbenen Augenringe kontrastieren mit den dunklen Augen und Gesicht.
Das Weibchen ist oberseits blaugrau gefärbt, unterseits rot mit einem weißen Brustband.
Beide Geschlechter haben schwarz-weiß gebänderte Schwanzfedern.

## Vorkommen
Das Verbreitungsgebiet dieses Vogels umfasst den nordöstlichen Teil von Südamerika, von Kolumbien und NW-Brasilien südlich bis Peru, Bolivien, Paraguay und NO-Argentinien. Er bewohnt Regenwälder des Tieflands und Sekundärwälder mit hohen Bäumen, in der Nähe von Flüssen oder in sumpfigem Gebieten.

## Verhalten
Trotz seines bunten Gefieders ist der Blauscheiteltrogon ein unauffälliger Einzelgänger, der oft lange reglos in mittleren und niedrigen Baumschichten sitzt. Von hier hält er nach Insekten Ausschau, die er im Flug fängt. Andere Wirbellose, wie Schnecken, und vegetarische Kost, vor allem Früchte ergänzen die Nahrung.

## Fortpflanzung
Der Blauscheiteltrogon nützt zum Brüten entweder verlassene Spechthöhlen, oder er gräbt selbst eine Höhle in weichem Material wie verrottetem Holz oder in den Nestern baumbewohnender Termiten. Beide Geschlechter teilen sich den Nestbau. Das Gelege aus zwei bis fünf Eiern wird etwa drei Wochen lang bebrütet.

## Unterarten
Es werden drei Unterarten anerkannt:
- Trogon curucui peruvianus Swainson, 1838[2] kommt vom südlichen Kolumbien bis Bolivien und das zentrale Brasilien vor.
- Trogon curucui curucui Linnaeus, 1766[3] ist im östlichen Brasilien verbreitet.
- Trogon curucui behni Gould, 1875[4] kommt im östlichen Bolivien, dem südwestlichen Brasilien, in Paraguay und dem nördlichen Argentinien vor.

Trogon variegatus Spix, 1824 wird heute als Synonym zur Nominatform betrachtet, Trogon bolivianus Ogilvie-Grant, 1892 als Synonym T. c. peruvianus.

## Etymologie und Forschungsgeschichte
Die Erstbeschreibung des Blauscheiteltrogons erfolgte 1766 durch Carl von Linné unter dem wissenschaftlichen Namen Trogon curucui. Als Verbreitungsgebiet gab er Mexiko, Peru und Brasilien an. Bereits 1760 führte Mathurin-Jacques Brisson die für die Wissenschaft neue Gattung Trogon ein. Dieser Begriff leitet sich τρωγω trōgō für nagen, kauen ab. Der Artname curucui steht in der Tupi-Sprache als Surucuí für einen kleineren Vogel. Behni ist Wilhelm Friedrich Georg Behn (1808–1878) gewidmet, der das Typusexemplar auf seiner Rückreise aus Südamerika Gould in London zur Verfügung stellte. Peruvianus bezieht sich auf Peru, bolivianus auf Bolivien. Schließlich hat variegatus seinen Ursprung in lateinisch variegatus, variare, varius ‚varierend, variieren, verschieden, divers‘. Alfred Laubmann ordnete in seinem Werk Die Vögel von Paraguy die Unterart als Trogon variegatus behni ein. Für seine Analysen lagen im 8 Bälge von den „Gran-Chaco-Expeditionen“ vor. Er erweiterte damit das Verbreitungsgebiet der Unterart um Paraguay bis nach Mato Grosso.